# 筆跡學

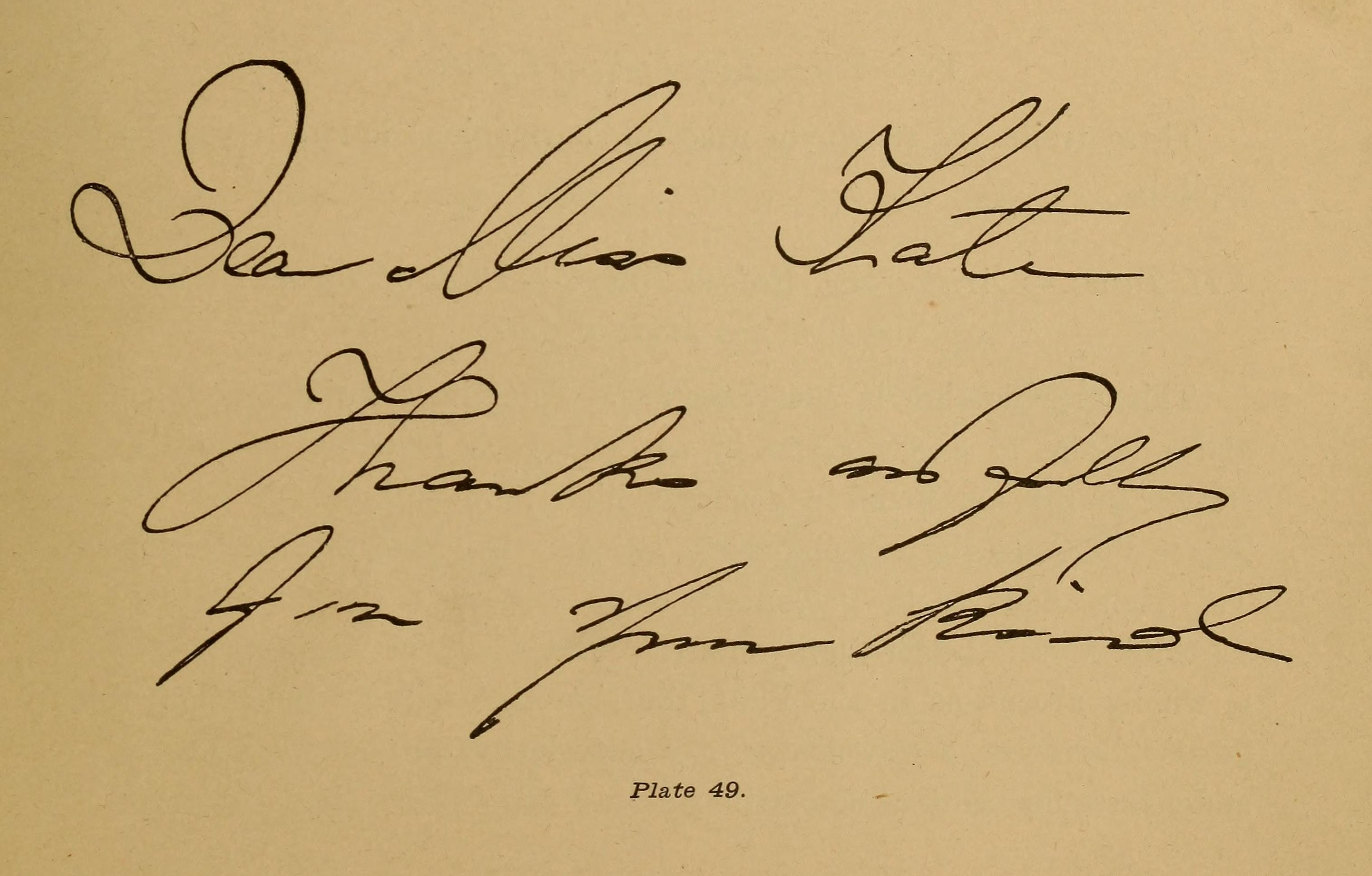
用來進行筆跡分析的英文手寫文字

筆跡學（英語：Graphology）是一種研究和分析筆跡的學問，設法分析書寫者當時的心理狀態，或是其人格特質。由於缺乏有效的科學證據，學界一般認為其是偽科學。大英百科全書則是將筆跡學視為在科學上受到質疑的實務。筆跡學在法國仍經常在一些場合使用。
一個多世紀以來，筆跡學一直是有爭議的。支持者提出不少軼事證據，支持用筆跡學作性格分析，而多數實證研究未能顯示其支持者聲稱的有效性。一般認為一個人的字跡不可能完全反映一個人的性格、工作態度和能力。在二十世紀中葉之前筆跡學在科學界有一定的支持，但近年的研究指以筆跡分析性格和工作績效並不準確。